# Duszan
Duszan – męskie imię pochodzenia słowiańskiego, wywodzące się od słów: dusza, duch. Używane głównie w Czechach, Słowacji oraz krajach południowosłowiańskich.
Znane osoby noszące to imię:
- Dušan Bogićević – serbski wioślarz
- Dušan Čaplovič – słowacki naukowiec i archeolog oraz polityk
- Dušan Jurkovič – architekt słowacki
- Dušan Kovačević – serbski scenarzysta i reżyser
- Dušan Kuciak – słowacki piłkarz
- Dušan Třeštík – czeski historyk